# Козана
Козана (словен. Kozana) — поселення в общині Брда, Регіон Горишка, Словенія. Висота над рівнем моря: 163,6 м.